# Kanton La Neuveville
Der Kanton La Neuveville (französisch Canton de La Neuveville) war ein Kanton der Ersten Französischen Republik auf dem Gebiet des heutigen Kantons Bern in der Schweiz.
Er entstand am 19. November 1797, als die formell noch nicht annektierte südliche Hälfte des ehemaligen Fürstbistums Basel dem im Jahr 1793 geschaffenen Département Mont-Terrible zugeteilt wurde. Der Kanton entsprach im Wesentlichen der früheren Herrschaft Diesse (Tessenberg) und umfasste fünf Gemeinden:
- Diesse
- Lamboing
- La Neuveville (Hauptort)
- Nods
- Prêles

Laut einem Rundschreiben des Innenministeriums vom 7. Frimaire des Jahres VI (27. November 1797) zählte der Kanton La Neuveville 2683 Einwohner, von denen 544 wahlberechtigt waren. Er wurde gemäss dem Gesetz vom 28. Pluviôse des Jahres VIII (17. Februar 1800) aufgehoben und die Gemeinden kamen zum Kanton Biel im Arrondissement Delsberg des Départements Haut-Rhin.